# Arp 322
Arp 322 ist eine interagierende Galaxiengruppe im Sternbild Großer Bär, die schätzungsweise 365 Millionen Lichtjahre von der Milchstraße entfernt ist. Halton Arp gliederte seinen Katalog ungewöhnlicher Galaxien nach rein morphologischen Kriterien in Gruppen. Diese Galaxiengruppe gehört zu der Klasse Ketten von Galaxien.
| Bezeichnung | α J2000.0     | δ J2000.0    | Morphologischer Typ | mV   | Winkelausdehnung | Entfernung (Mio. Lj.) |
| ----------- | ------------- | ------------ | ------------------- | ---- | ---------------- | --------------------- |
| HCG 56B     | 11h 32m 40,2s | +52° 57′ 01″ | SB0;Sy1/Sy2         | 14,7 | 1,1' × 0,6'      | 357                   |
| HCG 56C     | 11h 32m 36,7s | +52° 56′ 52″ | (R')S0/A pec: Sy2   | 15,8 | 0,7' × 0,4'      | 365                   |
| HCG 56D     | 11h 32m 35,3s | +52° 56′ 50″ | SA(s)0/a pec: Sy2   | 16,8 | 0,4' × 0,3'      | 376                   |
| HCG 56E     | 11h 32m 32,8s | +52° 56′ 21″ | SB0 pec:/ HII?      | 16,5 | 0,4' × 0,3'      | 360                   |